# Pheidippos (Vasenmaler)
Pheidippos (altgriechisch Φείδιππος) war ein attischer Vasenmaler der Übergangszeit zwischen dem schwarz- und rotfigurigen Stil. Seine Werke werden in die Zeit um 525 bis 515 v. Chr. datiert.
Pheidippos ist ausschließlich als Schalenmaler bekannt. Sein Name ist auf zwei signierten Schalen überliefert. Weitere Schalen werden ihm aufgrund stilistischer Übereinstimmungen zugewiesen. Abgesehen von den Signaturen findet sich im Werk des Malers nur eine weitere Inschrift: Μ[Ε]ΝΙΣ ΚΑ[ΛΟΣ] (Menis kalos – Menis [ist] schön, Lieblingsinschrift) auf einer Schale in den Staatlichen Antikensammlungen München. Drei der von Pheidippos bemalten Vasen sind vom Töpfer Hischylos signiert. Es liegt also nahe, dass Pheidippos in dessen Werkstatt gearbeitet hatte. Stilistisch steht er dem Vasenmaler Epiktetos nahe, der ebenfalls mit Hischylos zusammenarbeitete.
Bei zwölf seiner Schalen handelt es sich um Augenschalen. Hier zeigt Pheidippos die beiden Varianten sowohl mit Nasen als auch mit Figuren zwischen den Augen. Nur einmal bildet er außen mehr als eine Figur ab. Dafür verzichtet er auf einer Seite einer Vase auf eines der Augenpaare. Die Schalen sind bilingual bemalt, was in dieser Zeit häufig ist. Die Außenseiten sind  rotfigurig, die Innenseiten (Tondi) schwarzfigurig bemalt. Auf den Innenbildern zeigt Pheidippos fast immer Bilder von Jünglingen und Männern, meist Komasten oder Sportler. Nur viermal sind auf den Innenbildern Darstellungen mit mythologischen Inhalten bekannt. Dabei handelt es sich zweimal um Dionysos, um einen Satyr und um den Minotauros. Auf der Außenseite sind Sportler (vor allem Boxer, Diskuswerfer und Waffenläufer) seine liebsten Motive. Seltener zeigt er Krieger. Die Figuren des Pheidippos wirken meist nicht sehr elegant und sind im Allgemeinen von dicklicher Form. Alle Schalen, deren Fundort bekannt ist, stammen aus Vulci.

## Werkliste
| Fundort | Museum/ Inventar-Nummer | Publikation                                                   | Beazley Archive Pottery Database | Motiv                    | Bemerkung                                                                                                 | Bild |
| ------- | --- | ------------------------------------------------------------- | -------------------------------- | ------------------------ | --- | ---- |
| Vulci   | München, Staatliche Antikensammlungen 2582 (J 111) | ARV²165 Nr. 1                                                 | 200248                           | Reiter                   | Lieblingsinschrift Menis                                                                                  |      |
| Vulci   | Würzburg, Antikensammlung des Martin von Wagner Museums L 467                                                                                             | ARV² 165 Nr. 2                                                | 200299                           | Jüngling (Komos ?)       | Signatur des Hischylos als Töpfer                                                                         |      |
| Vulci   | München, Staatliche Antikensammlungen 2583 (J 1232) | ARV² 165 Nr. 3                                                | 200300                           | Minotauros               | |      |
| Vulci   | München, Staatliche Antikensammlungen 2584 (J 1023) | ARV² 165 Nr. 4                                                | 200301                           | Jüngling, Komos          | |      |
| Vulci   | Leipzig, Antikenmuseum der Universität Leipzig T 486 | ARV² 165 Nr. 5                                                | 200302                           | laufender Mann           | |      |
|         | New York, Metropolitan Museum of Art 41.162.8 | ARV² 165 Nr. 6                                                | 200303                           | Dionysos                 | |      |
|         | Rom, Museo Nazionale Etrusco di Villa Giulia + Florenz, Museo Archeologico Nazionale 12B106 / 4B29 Heidelberg, Antikenmuseum der Universität Heidelberg 8 | ARV² 165 Nr. 7                                                | 200304                           | Satyr                    | Fragmente, Signatur des Hischylos                                                                         |      |
|         | Rom, Museo Nazionale Etrusco di Villa Giulia | ARV²165 Nr. 8                                                 | 200305                           | Rennender Jüngling       | Fragmente                                                                                                 |      |
|         | Heidelberg, Antikenmuseum der Universität Heidelberg 15                                                                                                   | ARV²165 Nr. 9                                                 | 200348                           |                          | Fragment                                                                                                  |      |
|         | Oxford, Ashmolean Museum 1966.454 | ARV²166 Nr. 10                                                | 200329                           |                          | Fragmente                                                                                                 |      |
| Vulci   | London, British Museum E 6 (1846.5-12.2) | ARV² 166 Nr. 11                                               | 200378                           | Skythischer Bogenschütze | signiert Іσχυλος έποίησεν, Φείδιππος έγραφε, anstelle des zweiten Augenpaares Sportler auf der Außenseite |      |
|         | Paris, Louvre Cp 11223 | ARV² 166 Nr. 12                                               | 201534                           |                          | Fragment, signiert                                                                                        |      |
|         | Malibu, J. Paul Getty Museum 83.AE.240 |                                                               | 43294                            | Dionysos                 | |      |
|         | London, Kunsthandel, Sotheby’s | Sotheby’s Antiquities 13./14. Juli 1981, Nr. 276              | 7106                             | Satyr                    | |      |
|         | New York, Kunsthandel, Hesperia Arts | Hesperia Arts Auction, Antiquities 27. November 1990, Nr. 113 | 41869                            | Athlet mit Halteres      | |      |